# Hollersief
Der Hollersief ist ein rund ein Kilometer langer, orographisch rechter Zufluss der Erkensruhr in der Städteregion Aachen in Nordrhein-Westfalen. Die Quelle liegt rund 2,9 km südöstlich von Erkensruhr in einem Waldgebiet. Von dort fließt der Bach auf seiner gesamten Länge vorzugsweise in westlicher Richtung und mündet im Wüstebachtal in die Erkensruhr.